# Дљин
Дљин је насеље у Србији у општини Лучани у Моравичком округу. Према попису из 2022. било је 781 становника.

## Демографија
У насељу Дљин живи 878 пунолетних становника, а просечна старост становништва износи 43,3 година (42,9 код мушкараца и 43,7 код жена). У насељу има 321 домаћинство, а просечан број чланова по домаћинству је 3,30.
Ово насеље је великим делом насељено Србима (према попису из 2002. године).
|  |

| Демографија | Демографија | Демографија |
| Година      | Становника  | Становника  |
| ----------- | ----------- | ----------- |
| 1948.       | 1.400       |             |
| 1953.       | 1.449       |             |
| 1961.       | 1.421       |             |
| 1971.       | 1.399       |             |
| 1981.       | 1.053       |             |
| 1991.       | 1.161       | 1.155       |
| 2002.       | 1.060       | 1.063       |
| 2011.       | 935         |             |

| Етнички састав према попису из 2002.‍ | Етнички састав према попису из 2002.‍ | Етнички састав према попису из 2002.‍ | Етнички састав према попису из 2002.‍ | Етнички састав према попису из 2002.‍ |
| ------------------------------------ | ------------------------------------ | ------------------------------------ | ------------------------------------ | ------------------------------------ |
|                                      |                                      |                                      |                                      |                                      |
| Срби                                 | Срби                                 |                                      | 1.052                                | 99,24%                               |
| Југословени                          | Југословени                          |                                      | 1                                    | 0,09%                                |
| непознато                            | непознато                            |                                      | 5                                    | 0,47%                                |

| Година пописа     | 1948. | 1953. | 1961. | 1971. | 1981. | 1991. | 2002. |
| ----------------- | ----- | ----- | ----- | ----- | ----- | ----- | ----- |
| Број домаћинстава | 253   | 261   | 303   | 343   | 287   | 336   | 321   |

| Број чланова      | 1  | 2  | 3  | 4  | 5  | 6  | 7  | 8 | 9 | 10 и више | Просек |
| ----------------- | -- | -- | -- | -- | -- | -- | -- | - | - | --------- | ------ |
| Број домаћинстава | 62 | 75 | 49 | 52 | 27 | 39 | 13 | 3 | 1 | 0         | 3,30   |

| Пол    | Укупно | Неожењен/Неудата | Ожењен/Удата | Удовац/Удовица | Разведен/Разведена | Непознато |
| ------ | ------ | ---------------- | ------------ | -------------- | ------------------ | --------- |
| Мушки  | 468    | 114              | 309          | 29             | 15                 | 1         |
| Женски | 439    | 58               | 310          | 66             | 5                  | 0         |
| УКУПНО | 907    | 172              | 619          | 95             | 20                 | 1         |

| Пол    | Укупно                    | Пољопривреда, лов и шумарство | Рибарство                            | Вађење руде и камена | Прерађивачка индустрија       |
| ------ | ------------------------- | ----------------------------- | ------------------------------------ | -------------------- | ----------------------------- |
| Мушки  | 234                       | 14                            | 0                                    | 0                    | 152                           |
| Женски | 142                       | 58                            | 0                                    | 0                    | 46                            |
| УКУПНО | 376                       | 72                            | 0                                    | 0                    | 198                           |
| Пол    | Производња и снабдевање   | Грађевинарство                | Трговина                             | Хотели и ресторани   | Саобраћај, складиштење и везе |
| Мушки  | 21                        | 13                            | 6                                    | 2                    | 11                            |
| Женски | 5                         | 0                             | 5                                    | 5                    | 3                             |
| УКУПНО | 26                        | 13                            | 11                                   | 7                    | 14                            |
| Пол    | Финансијско посредовање   | Некретнине                    | Државна управа и одбрана             | Образовање           | Здравствени и социјални рад   |
| Мушки  | 0                         | 4                             | 4                                    | 1                    | 0                             |
| Женски | 1                         | 12                            | 1                                    | 5                    | 1                             |
| УКУПНО | 1                         | 16                            | 5                                    | 6                    | 1                             |
| Пол    | Остале услужне активности | Приватна домаћинства          | Екстериторијалне организације и тела | Непознато            | Непознато                     |
| Мушки  | 2                         | 0                             | 0                                    | 4                    | 4                             |
| Женски | 0                         | 0                             | 0                                    | 0                    | 0                             |
| УКУПНО | 2                         | 0                             | 0                                    | 4                    | 4                             |